# Ernesto Laroche
Ernesto Laroche (Montevideo, 8 de marzo de 1879 - idem. 2 de junio de 1940) fue un pintor uruguayo especializándose en paisajes y aguafuertes.

## Biografía

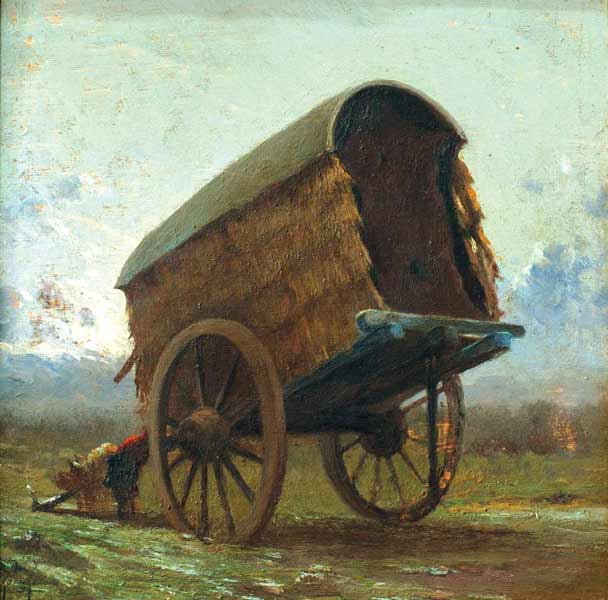
La carreta. Una de las obras características de Laroche.

Cursó sus primeros estudios con el pintor Federico Renóm. En 1928 asumió como Director del Museo Nacional de Bellas Artes, cargo que desempeñó hasta su muerte.
Utilizó el seudónimo Horace Le Serton o su variante H. le S. para firmar críticas de arte en diarios de Montevideo.
Su obra giró principalmente en plasmar numerosos paisajes del territorio uruguayo, como cerros, lagunas, arroyos, así como elementos típicos de las zonas rurales como ranchos y carretas. En 1939 publicó el libro "Algunos pintores y escultores". En donde fuera su casa y taller su familia abrió al público el "Museo y Archivo Ernesto Laroche".

## Premios
- Medalla de Oro. Exposición Iberoamericana de Sevilla[1]